# Viên Châu
Viên Châu (chữ Hán giản thể: 袁州区, âm Hán Việt: Viên Châu khu) là một quận thuộc địa cấp thị Nghi Xuân, tỉnh Giang Tây, Cộng hòa Nhân dân Trung Hoa. Quận này có diện tích 2532 ki-lô-mét vuông, dân số năm 2003 là 958.000 người. Mã số bưu chính của quận Viên Châu là 226000, mã vùng điện thoại là 0795. Ngày 22 tháng 5 năm 2000, Quốc vụ viện Trung Quốc đã bãi bỏ địa khu Nghi Xuân và thành phố cấp huyện Nghi Xuân, lập thành địa cấp thị Nghi Xuân, thành phố cấp huyện Nghi Xuân được nâng thành quận. 

## Hành chính
Quận Viên Châu được chia ra làm 32 đơn vị hành chính cấp hương, gồm 10 nhai đạo, 19 trấn và 3 hương. Ngoài ra quận này còn quản lí 6 đơn vị tương đương cấp hương khác.
- Nhai đạo: Linh Tuyền (灵泉街道), Tú Giang (秀江街道), Trạm Lang (湛郎街道), Châu Tuyền (珠泉街道), Hóa Thành (化成街道), Quan Viên (官园街道), Hạ Phố (下浦街道), Phượng Hoàng (凤凰街道), Kim Viên (金园街道), Tân Khang Phủ (新康府街道)
- Trấn: Bân Giang (彬江镇), Tây Thôn (西村镇), Kim Thụy (金瑞镇), Ôn Thang (温汤镇), Tam Dương (三阳镇), Từ Hoa (慈化镇), Thiên Đài (天台镇), Hồng Đường (洪塘镇), Ác Giang (渥江镇), Tân Phường (新坊镇), Trại Hạ (寨下镇), Lư Thôn (芦村镇), Hồ Điền (湖田镇), Tân Điền (新田镇), Nam Miếu (南庙镇), Trúc Đình (竹亭镇), Thủy Giang (水江镇), Liêu Thị (辽市镇), Hồng Giang (洪江镇)
- Hương: Nam Mộc (楠木乡), Bách Mộc (柏木乡), Phi Kiếm Đàm (飞剑潭乡)

Đơn vị ngang cấp hương khác
- Khu quản lí khu khai phát kinh tế Nghi Xuân (宜春经济开发区管理委员会)
- Khu công nghiệp Viên Châu (袁州区工业园区)
- Khu quản lí khu danh thắng Ôn Tuyền núi Minh Nguyệt (宜春市明月山温泉风景名胜区管理局)
- Khu quản lí tân khu Nghi Dương (宜春市宜阳新区管理委员会)
- Khu vườn hoa trái Tây Lĩnh Bố (西岭布果园场)
- Lâm trường Minh Nguyệt Sơn (明月山采育林场)